# 罗马尼亚人名
罗马尼亚人名由名（“前名”）和姓（nume / nume de familie，“名”/“家名”）组成。
在罗马尼亚，名和姓的顺序视情况而定：在日常交谈等非正式场合习惯名前姓后，而在官方文书中通常遵循姓前名后的顺序。在西欧国家的罗马尼亚人在所有场合均以名前姓后的顺序为准。罗马尼亚人进行自我介绍时，经常会先行提及自己的姓氏，尤其是在正式场合下。

## 名
父母在子女出生时会为子女取名。名的数量任意，例如，一位女子安娜·克里斯蒂娜·玛丽亚·约内斯库（Ana Cristina Maria Ionescu）同时有安娜、克里斯蒂娜和玛丽亚三个名。这三个名中只有一个是最常用的，一般是第一个名，该常用名在日常生活中使用；余下仅出现在官方文书中，如出生、结婚和死亡证明中。下面列出常见的罗马尼亚名字的数种来历：
- 传统上，大多数罗马尼亚人的名都来自罗马尼亚正教的圣人和圣徒名，取名时会参考圣人历，例如男名扬（Ion）、安德烈（Andrei），女名玛丽亚（Maria）、埃列娜（Elena）。下表列出一些与基督教有关的常见罗马尼亚名[4]：

| 名                 | 汉译参考          | 对应人物或涵义   |
| ------------------ | ----------------- | ---------------- |
| Andrei             | 安德烈            | 安德列           |
| Constantin         | 康斯坦丁          | 君士坦丁大帝     |
| Cristian           | 克里斯蒂安        | 耶稣基督的追随者 |
| Daniel / Dan       | 丹尼尔 / 丹       | 但以理           |
| Gheorghe / George  | 格奥尔基          | 圣乔治           |
| Grigore            | 格里戈雷          | 教宗额我略一世   |
| Ilie               | 伊利耶            | 以利亚           |
| Ion / Ioan         | 扬 / 伊万         | 使徒约翰         |
| Iacob              | 雅各布            | 圣雅各           |
| Laurențiu          | 劳伦丘            | 罗马的圣老楞佐   |
| Luca               | 卢卡              | 路加             |
| Marcu              | 马尔库            | 福音书作者马可   |
| Matei              | 马泰              | 马太             |
| Mihail / Mihai     | 米哈伊尔 / 米哈伊 | 天使弥哈伊尔     |
| Nicolae / Niculaie | 尼古拉 / 尼古拉耶 | 圣尼古拉         |
| Pavel / Paul       | 帕维尔 / 保罗     | 使徒保罗         |
| Petru / Petre      | 彼得鲁 / 彼得     | 使徒彼得         |
| Ștefan             | 斯特凡            | 司提反           |
| Vasile             | 瓦西里            | 该撒利亚的巴西流 |

- 还有一些来自古典罗马时代的名字仍在流行，表明出罗马尼亚语的罗曼语族归属，如特拉扬（Traian，来自图拉真）、蒂图斯（Titus）、马里乌斯（Marius）、奥克塔维安（Octavian）、奥维迪乌（Ovidiu，来自奥维德）、奥雷尔（Aurel）、科尔内尔（Cornel）等等。这些罗马名字尤其在特兰西瓦尼亚地区流行[6]。
- 一些有实际意义的名词也作为名字出现，如索林 / 索丽娜（Sorin/Sorina，太阳）、弗洛林 / 福琳娜（Florin/Forina，花）、多依娜（Doina，一种罗马尼亚音乐风格）、卢米尼察（Luminița，“微光”）、勒克勒米瓦拉（Lăcrămioara，铃兰 / 泪滴）。
- 来自斯拉夫语言的词汇，不少名字带有米尔（-mir）的后缀[7][7]。例如：博格丹（Bogdan）、德拉戈什（Dragoș）、米尔恰（Mircea）、拉杜（Radu）、弗拉德（Vlad）、米罗斯拉夫（Miroslav）、卡齐米尔（Casimir）[2][7]。
- 来自历史上的统治者和名人，如亚历山德鲁（Alexandru）对应亚历山大大帝，斯特凡（Ștefan）对应斯特凡三世，米哈伊（Mihai）对应勇敢的米哈伊，米尔恰（Mircea）对应米尔恰一世，弗拉德（Vlad）对应弗拉德三世。亚历山德鲁是非常流行的名字。
- 现代的外来文化影响，令一些外国名字变得流行。如自20世纪90年代起，拉丁美洲小说电视剧在罗马尼亚大受欢迎，让一些来自西班牙语的名字变得流行；意大利语名字也因为移民和旅游等原因得到青睐，如马里奥（Mario）、安东尼奥（Antonio）、埃斯梅拉达（Esmeralda）、乔瓦尼（Giovanni）、阿莱西亚（Alessia）等。2009年，马里奥、安东尼奥和阿莱西亚已经进入最热门新生儿名字的前50名[8]。

取名的潮流也随着时间的推移而不断改变。例如，在20世纪80年代，很少有新生儿取名为格奥尔基（Gheorghe）、瓦西里（Vasile）或是伊利耶（Ilie），当时的父母认为这些名字老旧过时，父母还会更为偏好一些西方变体，如格奥尔基的西方变体乔治（George）。不过，一些被认为过时的名字仍然会作为次要的名（依照位置常常是中间名）出现。从20世纪70年代开始，女名安德烈亚（Andreea）开始流行，成为这一时期大受欢迎的新生儿名字；根据1989年的统计，取名为安德烈亚的新生儿数目排名第三位，且热度经久不衰，在2009年依然排名第二位，到2014年排在第四位。
罗马尼亚人并不常用组合名（带有连字符的名字），除了安娜-玛丽亚（Ana-Maria，也可拼为Anamaria）颇为流行。罗马尼亚人好用指小词取名，令同一个名字衍生出诸多指小形式，如扬 / 伊万（Ion / Ioan）的等价指小形式就有约努茨（Ionuţ）、约内尔（Ionel）、约内拉（Ionela）等等。其中，约努茨相当常见，在1989年新生儿名字排名中位列第二名，在2009年位列第三名，2014年位列第九名。
在罗马尼亚，最流行的名字是女名玛丽亚（Maria），有138万人使用这一名字。扬（Ion）、伊万（Ioan）和伊万娜（Ioana）这三种同一名字的等价变体的使用人数有137万，紧随其后。下面列出一些流行的罗马尼亚名字：
- 男名：亚历山德鲁（Alexandru）、阿德里安（Adrian）、安德烈（Andrei）、米哈伊（Mihai）、约努茨（Ionuț）、弗洛林（Florin）、丹尼尔（Daniel）、马里安（Marian）、马里乌斯（Marius）、克里斯蒂安（Cristian）[13]。
- 女名：安娜-玛丽亚（Ana-Maria）、米哈埃拉（Mihaela）、安德烈亚（Andreea）、埃列娜（Elena）、亚历山德拉（Alexandra）、克丽斯蒂娜（Cristina）、达妮埃拉（Daniela）、阿林娜（Alina）、玛丽亚（Maria）、伊万娜（Ioana）[13]。

2014年的流行新生男婴名字包括：安德烈（Andrei）、大卫（David）、亚历山德鲁（Alexandru）、加布里埃尔（Gabriel）、米哈伊（Mihai）、克里斯蒂安（Cristian）、斯特凡（Ştefan）、卢卡（Luca）、约努茨（Ionuț）、达里乌斯（Darius）；女婴名字包括玛丽亚（Maria）、埃列娜（Elena）、伊万娜（Ioana）、安德烈亚（Andreea）、索菲娅（Sofia）、亚历山德拉（Alexandra）、安东尼娅（Antonia）、达里娅（Daria）、安娜（Ana）、加布里埃拉（Gabriela）。

## 姓
罗马尼亚的姓氏是家族传承的，传统上子承父姓，妻子从夫姓。父子或父女关系在法律上不成立的子女可以承袭母姓。这些习俗并非强制，因此女子在婚后可以不改姓，也可以使用双姓；夫妇可以自行决定子女承袭哪一方的姓氏。从夫姓的女子若离婚，可以改回原姓氏。这些规定在罗马尼亚民法的第383条、第449条和第450条有所提及。
罗马尼亚在19世纪之前没有普遍存在的姓氏。彼时罗马尼亚人名的结构大多是“名 + 父名 + 祖父名”，只有波雅尔阶层有家族传承的姓氏。1850年前后，当局通过法令推行西欧式的姓氏改革。依照西欧习惯，原有的个人名改称前名（prenume），姓氏称为名（nume）或家名（nume de familie）。
很多罗马尼亚姓氏有着易于辨认的后缀，例如-escu、-ăscu、-eanu、-anu、-an、-aru、-oiu。这些后缀和名字组合成姓氏，如彼得雷斯库（Petrescu）、科勒斯库（Corăscu）、费奥尔代亚努（Feordeanu）、科尔巴鲁（Corbaru）、特尔卡图（Tîrcatu）、托代罗尤（Toderoiu）等。由于大多数人本无姓氏，因此在父名后加入这些后缀成为姓氏是非常常见的作法，例如-escu的后缀意为“某某之子嗣”，来自于拉丁文-iscum，和意大利语的-esco和法语的-esque同源。-eanu、-anu和-an一般加在地名之后，如阿尔德列亚努（Ardeleanu，来自特兰西瓦尼亚的罗马尼亚语名称Ardeal）、莫尔多韦亚努（Moldoveanu，来自摩尔多瓦）、穆雷沙努（Mureșanu，来自穆列什河）；也可加在族名、国名后，代表此人的民族身份，如格雷库（Grecu，来自希腊）、温古雷亚努（Ungureanu，来自匈牙利）、鲁苏（Rusu，来自俄罗斯）。此外，还有一个来自斯拉夫语言的后缀-cea，如特雷普恰（Trepcea）。
2007年，使用人数最多的姓氏是波帕（Popa，意为牧师）和波佩斯库（Popescu，牧师的子女），分别有191,938人和147,784人使用。

### 书目
- Hasdeǔ, Bogdan Petriceǐcǔ. . Stab. grafic Socec & Teclu. 1898.
- Felecan, Oliviu. . Cambridge Scholars Publishing. 15 March 2012: 407–. ISBN 978-1-4438-3807-8.